# Limnoria unicornis
Limnoria unicornis är en kräftdjursart som beskrevs av Menzies 1957. Limnoria unicornis ingår i släktet Limnoria och familjen borrgråsuggor. Inga underarter finns listade i Catalogue of Life.